# Chrysops compactus
Chrysops compactus är en tvåvingeart som beskrevs av Austen 1924. Chrysops compactus ingår i släktet Chrysops och familjen bromsar. Inga underarter finns listade i Catalogue of Life.